# Список номинантов на премию «Национальный бестселлер» 2007 года
Список номинантов на премию «Национальный бестселлер», попавших в длинный список (лонг-лист) премии «Национальный бестселлер» в сезоне 2007 года. Всего на премию было номинировано 56 произведений. Длинный список был опубликован 30 марта 2007 года. Короткий список финалистов из 6 произведений был опубликован 27 апреля 2007 года. Победитель был объявлен 8 июня 2007 года.
Список представлен в следующем виде — «победитель», «короткий список» (кроме «победителя»), «длинный список» (кроме «победителя» и «короткого списка»). Для каждого номинанта указано название произведения.

## Победитель
- Илья Бояшов — «Путь Мури»

## Короткий список
- Вадим Бабенко — «Чёрный пеликан»
- Дмитрий Быков — «ЖД»
- Владимир Сорокин — «День опричника»
- Людмила Улицкая — «Даниэль Штайн, переводчик»
- Лена Элтанг — «Побег куманики»

## Длинный список
- Пётр Алешковский — «Рыба»
- Юрий Арабов — «Флагелланты»
- Юрий Бурносов — «Чудовищ нет»
- Андрей Бычков — «Гулливер и его любовь»
- Николай Верёвочкин — «Человек без имени»
- Ирина Винокурова — «Всего лишь гений… Судьба Николая Глазкова»
- Алексей Герман, Светлана Кармалита — «Что сказал табачник с Табачной улицы»
- Виталий Данилин — «Двадцатая рапсодия Листа»
- Светлана Дион — «Попрошайка любви»
- Борис Дышленко — «Жернов и общественные процессы»
- Аглая Дюрсо — «Секс по SMS»
- Алексей Евдокимов — «Тик»
- Михаил Елизаров — «Библиотекарь»
- Николай Еремеев-Высочин — «Бог не звонит по мобильному», «Афганская бессонница»
- Александр Етоев — «Книгоедство. Выбранные места из книжной истории всех времен, планет и народов»
- Михаил Жванецкий — «Одесские дачи»
- Олег Зайончковский — «Прогулки в парке»
- Алексей Иванов — «Блуда и МУДО», «Message: Чусовая»,
- Александр Иличевский — «Матисс»
- Максим Кантор — «Учебник рисования».
- Евгений Карасёв — «Параллельный Мир»
- Владимир Киверецкий — «Валерик — смерти река»
- Олег Кузьминский — «Дэдлайны и абзацы»
- Наталия Курчатова, Ксения Венглинская — «Лето по Даниилу Андреевичу»
- Юлия Латынина — «Земля войны. Дар Аль-Харб»
- Ирина Лукьянова — «Корней Чуковский»
- Ирина Мамаева — «Ленкина свадьба»
- Александр Маркин — «Дневник (2002—2006)»
- Мастер Чэнь — «Любимая мартышка дома Тан»
- Вадим Месяц — «Правила Марка Поло»
- Борис Моисеев — «Птичка. Живой звук»
- Анастасия Монастырская — «Ненавижу»
- Владимир Нестеренко — «Чужая»
- Илья Новак — «Demo-сфера»
- Василина Орлова — «Пустыня»
- Виктор Пелевин — «Empire V»
- Людмила Петрушевская — «Маленькая девочка из „Метрополя“»
- Оксана Робски — «Жизнь заново»
- Вячеслав Рыбаков — «Звезда Полынь»
- Александр Сегень — «Поп»
- Александр Секацкий — «Дезертиры с острова сокровищ»
- Слава Сергеев — «Места пребывания истинной интеллигенции»
- Дмитрий Соболев — «Остров»
- Илья Стогов — «Неприрожденные убийцы»
- Александр Сухочев — «Гоа-синдром»
- Виктор Тополянский — «Сквозняк из прошлого»
- Андрей Филатов — «Sugar Mama»
- Сталик Ханкишиев — «Казан, мангал и другие мужские удовольствия»
- Владимир Шпаков — «Стражник»
- Михаил Юрьев — «Третья империя»